# Zach Condon

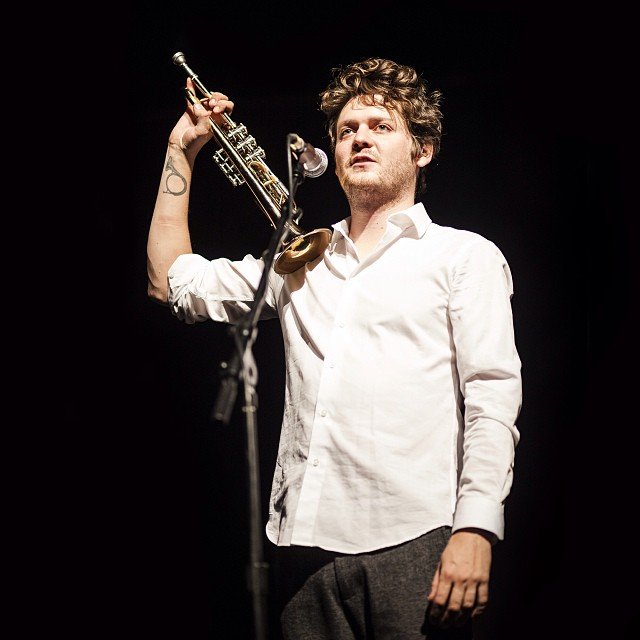
Zach Condon (2013)

Zach Condon (* 13. Februar 1986 in Santa Fe, New Mexico) ist ein US-amerikanischer Komponist, Musiker und Sänger. Internationale Bekanntheit erlangte er mit seiner Band Beirut.

## Leben und Karriere
Condon besuchte die Santa Fe High School, brach die Schulausbildung jedoch mit 16 Jahren ab und reiste durch Europa, wo er mit großer Begeisterung die Einflüsse der Balkan-Blasmusik und der Folklore der Sinti und Roma aufgriff. Eine besondere Rolle spielten dabei seine Kontakte zum serbischen Boban Marković Orchestra und zu Goran Bregović.
Als Ergebnis dieser vielfältigen Inspirationen gründete er die Band Beirut, mit der er in unterschiedlichen Zusammensetzungen zahlreiche Alben und EPs aufnahm. Ende 2005 zog er in den New Yorker Stadtteil Brooklyn, wo er seine Aufnahmen abschließend überarbeitete. Seine von einer Mischung orchestraler Musik der Roma, melodischem Pop und osteuropäischer Polka geprägte Musik stieß auf ein breites Echo in der Musikpresse und der gesamten Indieszene.
2008 brach er eine Welttournee von Beirut unerwartet ab. In einem persönlichen Brief an seine Fans vom 3. April 2008, den er auf der Homepage der Band veröffentlichte, entschuldigte er sich für diese Entscheidung und deutete an, ihm sei der unerwartete Erfolg der Band und alles, was damit in Zusammenhang steht, über den Kopf gewachsen. Gleichzeitig kündigte er jedoch eine Rückkehr mit neuem Songmaterial an, wobei er jedoch offenließ, ob die Band Beirut weiterhin bestehen bleiben wird.
Im Februar 2009 kehrte Zach Condon mit zwei neuen EPs zurück, eine wurde unter dem Künstlernamen Realpeople veröffentlicht. Die unter dem Namen Beirut veröffentlichte EP heißt March of the Zapotec, während die Realpeople-EP den Namen Holland trägt. Im Jahr 2011 erschien das Album The Rip Tide, auf dem sich Chanson, Polka und Balkan-Sound mit Elementen von Pop-Balladen vermischen. Im gleichen Jahr war er als Komponist an dem Dokumentarfilm Bombay Beach beteiligt.
Nach vier Jahren Pause erschien 2015 das neue Album No No No, in dem der Stil der Musik etwas leichter und weniger melancholisch erscheint. Das Album wurde als fröhlicher und weniger überladen als seine Vorgänger beschrieben. Ihr nächstes Album Gallipoli veröffentlichten Beirut im Jahr 2019.
Condon lebte von 2017 – ca. 2022 in Berlin.
Aktuell lebt er in Norwegen.